# Uns ist ein Kind geboren
Uns ist ein Kind geboren (Un enfant nous est né) (BWV 142) est une cantate pour le premier jour de la fête de Noël anciennement attribuée à Johann Sebastian Bach mais qui fut très probablement composée par son prédécesseur à Leipzig, Johann Kuhnau, vers 1720. Il a repris un texte d'Erdmann Neumeister.

## Structure et instrumentation
La cantate est écrite pour trois solistes, alto, ténor et  basse, chœur à quatre voix, deux flûtes à bec, deux hautbois, deux violons, alto et basse continue.
1. sinfonia
2. chœur : Uns ist ein Kind geboren
3. aria (basse) : Dein ist Geburtstag erschienen
4. chœur : Ich will den Namen Gottes loben
5. aria (ténor) : Jesu, dir sei Dank
6. récitatif (alto): Emmanuel,
7. aria (alto) : Jesu, dir sei Preis
8. chœur : Alleluia